# Ohain
Ohain je francouzská obec v departementu Nord v regionu Hauts-de-France. V roce 2011 zde žilo 1 304 obyvatel. Území obce sousedí s Belgií.

## Sousední obce
Anor, Momignies (Belgie), Trélon, Wallers-en-Fagne

## Vývoj počtu obyvatel
Počet obyvatel 